# Démarche artistique
Dans le vocabulaire de l'art, démarche désigne la  manière dont un artiste conduit un raisonnement à travers la réalisation de ses œuvres successives.